# Distretto di Gürsu
Il distretto di Gürsu (in turco Gürsu ilçesi) è uno dei distretti della provincia di Bursa, in Turchia.
| Controllo di autorità | VIAF (EN) 826145424579686830949 · GND (DE) 4110244-7 |

1. ↑   citypopulation.de,  https://www.citypopulation.de/en/turkey/admin/bursa/TR41106__g%C3%BCrsu/.